# الولايات المتحدة في الألعاب الأولمبية الصيفية 2000
حصلت الولايات المتحدة على المرتية الأولى بين الدول في الأولمبياد المقامة في سدني سنة 2000.